# Katarin Quelennec-Lorzil
Katarin Quelennec-Lorzil est une nageuse française née le 28 mai 1980 à Dinéault.
Elle est membre de l'équipe de France aux Jeux olympiques d'été de 2000 et de 2004, prenant part au relais 4x200 mètres nage libre.
Elle est médaillée de bronze en relais 4x200 mètres nage libre aux Championnats d'Europe de natation 2000 et médaillée d'argent aux Championnats d'Europe de natation 2004.
Elle met un terme à sa carrière après les Jeux de 2004.